# 新博物学家丛书
新博物学家丛书（英語：New Naturalist Library）是由英国的柯林斯出版社出版的一套博物学丛书。其中包括有E·B·福特的《蝴蝶》（Butterflies）、《飞蛾》（Moths），約翰·蘭斯巴騰的《蘑菇和毒菌》（Mushrooms and Toadstools）以及阿利斯特·哈代、R·J·贝瑞等许多作家的多部博物学作品。